# Kim Ji-yeon
Kim Ji-yeon (Koreaans: 김지연) (Seoel, 12 maart 1988) is een Zuid-Koreaans schermster.
Kim werd in 2012 olympisch kampioen individueel. Kim won tijdens de wereldkampioenschappen vier medailles met het Zuid-Koreaanse sabelploeg

## Resultaten

### Olympische Zomerspelen
| Jaar | Plaats         | Resultaten              |
| ---- | -------------- | ----------------------- |
| 2012 | Londen         | sabel                   |
| 2016 | Rio de Janeiro | 5e sabel team 11e sabel |

### Wereldkampioenschappen schermen
| Jaar | Plaats    | Resultaten |
| ---- | --------- | ---------- |
| 2013 | Boedapest | sabel team |
| 2017 | Leipzig   | sabel team |
| 2018 | Wuxi      | sabel team |
| 2019 | Boedapest | sabel team |

2004: Mariel Zagunis ·
2008: Mariel Zagunis · 
2012: Kim Ji-yeon · 
2016: Jana Jegorjan · 
2020: Sofia Pozdnjakova · 
2024: Manon Brunet